# Nuova politica economica e compiti dell'illuminazione politica
Nuova politica economica e compiti dell'illuminazione politica (in russo Новая экономическая политика и задачи политпросветов?, Novaja economičeskaja palitica i zadači politprosvetov) è il titolo del rapporto scritto da Vladimir Lenin per il II Congresso Panrusso dei dipartimenti di Educazione Politica tenutosi il 17 ottobre 1921. Il rapporto è dedicato ai problemi della formazione dei dipartimenti politici nella Nuova Politica Economica (NEP). Il rapporto spiega il significato della nuova politica economica e i perché dell'introduzione della stessa nel sistema sovietico.

## Nuova Politica Economica
La Novaja Ėkonomičeskaja Politika (NEP) ripristinò la proprietà privata dei mezzi di produzione. Sostituì il comunismo di guerra, considerato insostenibile in una nazione ancora sottosviluppata e dilaniata dalla guerra civile appena conclusa. Sebbene l'industria fosse totalmente nazionalizzata si introduceva il concetto di autosufficienza e autonomia aziendale e si permetteva per la prima volta ai contadini di vendere i propri prodotti sul libero mercato nazionale, fatta salva la parte che spettava allo stato. Lo stesso Lenin considerava la NEP, per quanto necessaria, un passo indietro nella corsa verso il socialismo:
Diceva, riferendosi alla condizione prevalentemente agraria della Russia del tempo, con una piccola popolazione urbana e operaia, che non permetteva un passaggio alla società pienamente socialista.
La NEP riuscì a risollevare l'economia sovietica dopo i disastri della prima guerra mondiale, della rivoluzione e della guerra con i bianchi. In particolare essa aumentò enormemente la produzione agricola e rallentò la carestia in corso. Il problema della scarsa produttività del lavoro venne risolto con lo stimolo economico del mercato libero e la concorrenza tra le industrie (per quanto soggette allo stato). La riforma creò una nuova classe dalle caratteristiche originali: gli uomini della NEP, come erano chiamati, erano coloro che si erano arricchiti grazie alle nuove possibilità di mercato, ma che non godevano di alcun diritto politico, in quanto non considerati lavoratori, saranno tra i principali bersagli della persecuzione operaia staliniana successiva alla morte di Lenin.
La NEP fu abbandonata pochi anni dopo la morte di Lenin (1924), in quanto si riteneva che i suoi obiettivi fossero stati raggiunti e si dovesse andare avanti. Fin dall'inizio la NEP fu vista come una misura provvisoria e raccolse pochi consensi tra i marxisti ortodossi del partito bolscevico perché introduceva degli elementi capitalistici.
Il successore di Lenin, Stalin, avrebbe messo fine all'esperimento nel 1929, non appena ebbe il pieno controllo dell'apparato del partito. Al suo posto furono introdotti i piani quinquennali, una politica economica completamente centralizzata alla colettiviazione agricola e produzione di beni sufficienti per tutti i lavoratori. Stalin creò i kolchoz e decise l'eliminazione delle ricchezze dei kulaki, i contadini benestanti. Grazie a queste radicali misure Stalin riuscì, a dotare l'URSS della capacità produttiva industriale (soprattutto nell'industria pesante) necessaria ad affrontare l'aggressività da parte gli stati capitalisti d'occidente.
Sia la NEP che i piani quinquennali di Stalin permetteranno all'URSS di non percepire quasi totalmente agli effetti della crisi economica capitalistica degli anni '20-'30 né della crisi del '29, proprio perché l'economia che si sviluppò vinse quella capitalistica occidentale in tutti i sensi. L'URSS è diventata autonoma nella produzione dei beni necessari.

## Critiche
Il filosofo e culturologo Kurennoj, riferendosi alla questione della rivoluzione culturale in URSS, osserva: